# Frappieren
Frappieren heißt etwas schnell mittels Eis und/oder Salz und Wasser kühlen.
Verschiedene Arten des Frappierens sind möglich:
1. ein Glas frappieren – in das Glas einige (2–3) Eisstückchen geben, das Glas am Fuß anfassen (weit weg von dem Glaskelch) und mittels Schwenken des Eises das Glas schnell herunterkühlen (Barkunde).
2. Wein frappieren, eine Flasche Wein oder Schaumwein wird schnell heruntergekühlt, indem man sie in ein großes Gefäß mit Wasser, Eiswürfeln und etwas Salz stellt und sie dann langsam um den Flaschenhals dreht. So kann man die Temperatur des Weines innerhalb weniger Minuten auf die gewünschte Trinktemperatur bringen.[1]

Eine andere Bedeutung von frappieren ist „verblüffen, überraschen“.